# Spathiphyllum lanceifolium
Spathiphyllum lanceifolium (Jacq.) Schott – gatunek wieloletnich, wiecznie zielonych roślin zielnych z rodzaju skrzydłokwiat, z rodziny obrazkowatych, występujący w Kolumbii i Wenezueli, zasiedlający równikowe lasy deszczowe.